# قائمة رؤساء وزراء إسبانيا
وفيما يلي قائمة بمن شغلوا منصب رئيس الحكومة (أي رئيس الوزراء) في اسبانيا. كما تضم مكاتب مماثلة رأست مجلس الوزارات منذ أن اكتسب المنصب صلاحية واسعة.

## مملكة إسبانيا (1705–1873)

### أمناء المكتب العالمي
| الصورة                                                          | الاسم                                             | من             | إلى                            | الملكية (العهد)                |
| --------------------------------------------------------------- | ------------------------------------------------- | -------------- | ------------------------------ | ------------------------------ |
|                                                                 | بدرو فرنانديز ديل كامب وأنجولو ماركيز ميخورادا    | 11 يوليو 1705  | 15 أبريل 1714                  | الملك فيليب الخامس (1700–1724) |
| مانويل دي فاديلو وفيلاسكو                                       | 15 أبريل 1714                                     | 30 نوفمبر 1714 |                                | الملك فيليب الخامس (1700–1724) |
| خوسيه دي غريمالدو ماركيز غريمالدو (المرة الأولى)                | 30 نوفمبر 1714                                    | 14 يناير 1724  |                                | الملك فيليب الخامس (1700–1724) |
| خوان باتيستا دي أورنديان وأزبيلكوت (المرة الأولى)               | 14 يناير 1724                                     | 4 سبتمبر 1724  | الملك لويس الأول (1724)        |                                |
| خوسيه دي غريمالدو ماركيز غريمالدو (المرة الثانية)               | 4 سبتمبر 1724                                     | 12 ديسمبر 1725 | الملك فيليب الخامس (1724–1746) |                                |
|                                                                 | خوان وليم، بارون ريبردا دوق وبارون ريبردا         | 12 ديسمبر 1725 | الملك فيليب الخامس (1724–1746) | 14 أبريل 1726                  |
|                                                                 | خوسيه دي جريمالدو ماركيز جريمالدو (المرة الثالثة) | 14 أبريل 1726  | الملك فيليب الخامس (1724–1746) | 1 أكتوبر 1726                  |
| خوان باتيستا دي أورنديان وأزبيلكوت ماركيز لاباز (المرة الثانية) | 1 أكتوبر 1726                                     | 21 نوفمبر 1734 | الملك فيليب الخامس (1724–1746) |                                |

### وزير الدولة الأول
| الصورة                                                                                            | الاسم                                                                      | من             | إلى                               | الملكية (العهد)                  |
| ------------------------------------------------------------------------------------------------- | -------------------------------------------------------------------------- | -------------- | --------------------------------- | -------------------------------- |
|                                                                                                   | خوسيه باتنيو                                                               | 21 نوفمبر 1734 | 3 نوفمبر 1736                     | الملك فيليب الخامس (1724–1746)   |
|                                                                                                   | سباستيان ديلا كودرا الماركيز الأول لفيلارياس                               | 26 نوفمبر 1736 | 4 ديسمبر 1746                     | الملك فيليب الخامس (1724–1746)   |
|                                                                                                   | خوسيه دي كارفاخال                                                          | 4 ديسمبر 1746  | 9 أبريل 1754                      | الملك فرناندو السادس (1746–1759) |
|                                                                                                   | فرناندو دي سلفا دوق هوسكار                                                 | 9 أبريل 1754   | 15 مايو 1754                      | الملك فرناندو السادس (1746–1759) |
|                                                                                                   | ريكاردو وول                                                                | 15 مايو 1754   | 10 أغسطس 1759                     | الملك فرناندو السادس (1746–1759) |
| 10 أغسطس 1759                                                                                     | ريكاردو وول                                                                | 9 أكتوبر 1763  | الملك كارلوس الثالث (1759–1788)   |                                  |
|                                                                                                   | جيرونيمو جريمالدي دوق جريمالدي                                             | 9 أكتوبر 1763  | الملك كارلوس الثالث (1759–1788)   | 19 فبراير 1777                   |
|                                                                                                   | خوسيه مونينو، الكونت الأول لفلوريدابلانكا كونت فلوريدابلانكا               | 19 فبراير 1777 | الملك كارلوس الثالث (1759–1788)   | 14 ديسمبر 1788                   |
| 14 ديسمبر 1788                                                                                    | خوسيه مونينو، الكونت الأول لفلوريدابلانكا كونت فلوريدابلانكا               | 28 فبراير 1792 | الملك كارلوس الرابع (1788–1808)   |                                  |
|                                                                                                   | بدرو بابلوأو أباركا دي بالي كونت أراندا وزير الدولة الأول بالإنابة         | 28 فبراير 1792 | الملك كارلوس الرابع (1788–1808)   | 15 نوفمبر 1792                   |
|                                                                                                   | مانويل جودوي دوق ألكوديا                                                   | 15 نوفمبر 1792 | الملك كارلوس الرابع (1788–1808)   | 28 مارس 1798                     |
|                                                                                                   | فرانسيسكو سافيدرا دي سانجرونس وزير الدولة الأول بالإنابة حتى 6 سبتمبر 1798 | 30 مارس 1798   | الملك كارلوس الرابع (1788–1808)   | 21 فبراير 1799                   |
|                                                                                                   | ماريانو لويس دي اورجويخو وزير الدولة الأول بالإنابة                        | 12 فبراير 1799 | الملك كارلوس الرابع (1788–1808)   | 13 ديسمبر 1799                   |
| بدرو سيفالوس (المرة الأولى)                                                                       | 13 ديسمبر 1799                                                             | 3 مارس 1808    | الملك كارلوس الرابع (1788–1808)   |                                  |
| غونزالو اوفاريل وزير الدولة الأول بالإنابة                                                        | 3 مارس 1808                                                                | 19 مارس 1808   | الملك كارلوس الرابع (1788–1808)   |                                  |
| بيدرو سيفالوس (المرة الثانية)                                                                     | 19 مارس 1808                                                               | 7 يوليو 1808   | الملك فيرناندو السابع (1808)      |                                  |
| ماريانو لويس دي اورجويخو (المرة الثانية)                                                          | 7 يوليو 1808                                                               | 27 يونيو 1813  | الملك جوزيف بونابرت (1808–1813)   |                                  |
|                                                                                                   | خوان أودنوخو وزير الدولة الأول بالإنابة                                    | 10 أكتوبر 1813 | الملك جوزيف بونابرت (1808–1813)   | 17 أكتوبر 1813                   |
|                                                                                                   | فيرناندو دي لازرنا وزير الدولة الأول بالإنابة                              | 17 أكتوبر 1813 | الملك جوزيف بونابرت (1808–1813)   | 3 ديسمبر 1813                    |
| خوسيه لوياندو وزير الدولة الأول بالإنابة                                                          | 3 ديسمبر 1813                                                              | 4 مايو 1814    | الملك فيرناندو السابع (1813–1833) |                                  |
|                                                                                                   | خوسيه ميغيل دي كارفاخال-فارغاس دوق سان كارلوس                              | 4 مايو 1814    | الملك فيرناندو السابع (1813–1833) | 15 نوفمبر 1814                   |
|                                                                                                   | بيدرو سيفالوس (المرة الثالثة)                                              | 15 نوفمبر 1814 | الملك فيرناندو السابع (1813–1833) | 24 يناير 1816                    |
| خوان استيبان دي توريس                                                                             | 24 يناير 1816                                                              | 26 يناير 1816  | الملك فيرناندو السابع (1813–1833) |                                  |
| بيدرو سيفالوس (المرة الرابعة)                                                                     | 26 يناير 1816                                                              | 30 أكتوبر 1816 | الملك فيرناندو السابع (1813–1833) |                                  |
| خوسبه غارسيا دي ايون بيزارو                                                                       | 30 أكتوبر 1816                                                             | 14 سبتمبر 1818 | الملك فيرناندو السابع (1813–1833) |                                  |
|                                                                                                   | كارلوس مارتينيز دي إريخو ماركيز كازا إريخو وزير الدولة الأول بالإنابة      | 14 سبتمبر 1818 | الملك فيرناندو السابع (1813–1833) | 12 يونيو 1819                    |
|                                                                                                   | مانويل غونزاليس سالمون وزير الدولة الأول بالإنابة                          | 12 يونيو 1819  | الملك فيرناندو السابع (1813–1833) | 12 سبتمبر 1819                   |
| خواكين خوسيه ملجاريخو دوق سان فرناندو دي كيروجا                                                   | 12 سبتمبر 1819                                                             | 18 مارس 1820   | الملك فيرناندو السابع (1813–1833) |                                  |
| خوان خابات أثتالl وزير الدولة الأول بالإنابة                                                      | 18 مارس 1820                                                               | 18 مارس 1820   | الملك فيرناندو السابع (1813–1833) |                                  |
|                                                                                                   | إيفرستو بيريز دي كاسترو                                                    | 18 مارس 1820   | الملك فيرناندو السابع (1813–1833) | 2 مارس 1821                      |
|                                                                                                   | خواكين أنداغا كينكا وزير الدولة الأول بالإنابة                             | 2 مارس 1821    | الملك فيرناندو السابع (1813–1833) | 23 أبريل 1821                    |
| فرانسيسكو دي باولا إسكوديرو وزير الدولة الأول بالإنابة                                            | 23 ابريل 1821                                                              | 23 ابريل 1821  | الملك فيرناندو السابع (1813–1833) |                                  |
| إيسبيو بارداخي                                                                                    | 23 أبريل 1821                                                              | 8 يناير 1822   | الملك فيرناندو السابع (1813–1833) |                                  |
| رامون لوبيز بلجرين وزير الدولة الأول بالإنابة                                                     | 8 يناير 1822                                                               | 24 يناير 1822  | الملك فيرناندو السابع (1813–1833) |                                  |
| خوسيه جابريل دي سيلفا ماركيز سانتا كروز                                                           | 24 يناير 1822                                                              | 30 يناير 1822  | الملك فيرناندو السابع (1813–1833) |                                  |
| رامون لوبيز بلجرين وزير الدولة الأول بالإنابة                                                     | 30 يناير 1822                                                              | 28 فبراير 1822 | الملك فيرناندو السابع (1813–1833) |                                  |
|                                                                                                   | فرانسيسكو ديلا روزا                                                        | 28 فبراير 1822 | الملك فيرناندو السابع (1813–1833) | 5 أغسطس 1822                     |
|                                                                                                   | إيفرستو فرنانديز سان ميغيل وزير الدولة الأول بالإنابة من 28 فبراير 1822    | 5 أغسطس 1822   | الملك فيرناندو السابع (1813–1833) | 25 أبريل 1823                    |
| خوسيه مانويل فاديلو وزير الدولة الأول بالإنابةe                                                   | 25 أبريل 1823                                                              | 7 مايو 1823    | الملك فيرناندو السابع (1813–1833) |                                  |
| سانتياغو أوسوز وزير الدولة الأول بالإنابة                                                         | 7 مايو 1823                                                                | 13 مايو 1823   | الملك فيرناندو السابع (1813–1833) |                                  |
| خوسيه ماريا باندو ديلا ريفا                                                                       | 13 مايو 1823                                                               | 29 اغسطس 1823  | الملك فيرناندو السابع (1813–1833) |                                  |
| لويس ماريا دي سالازار وزير الدولة الأول بالإنابة                                                  | 29 أغسطس 1823                                                              | 4 سبتمبر 1823  | الملك فيرناندو السابع (1813–1833) |                                  |
| خوان أنتونيو يانديولا وزير الدولة الأول بالإنابة                                                  | 4 سبتمبر 1823                                                              | 6 سبتمبر 1823  | الملك فيرناندو السابع (1813–1833) |                                  |
| خوسيه لويندو (مرة ثانية)                                                                          | 6 سبتمبر 1823                                                              | 1 أكتوبر 1823  | الملك فيرناندو السابع (1813–1833) |                                  |
| فيكتور داميان سايز وزير الدولة الأول بالإنابة حتى 7 اغسطس 1823 (مناهض للحكومة حتى 1 أكتوبر 1823.) | 25 أبريل 1823                                                              | 2 ديسمبر 1823  | الملك فيرناندو السابع (1813–1833) |                                  |
|                                                                                                   | كارلوس مارتينيز دي إريخو ماركيز كازا إريخو (مرة ثانية)                     | 2 ديسمبر 1823  | الملك فيرناندو السابع (1813–1833) | 18 يناير 1824                    |
|                                                                                                   | نارسيسو فرنانديز دي هيرديا كونت أوفاليا                                    | 18 يناير 1824  | الملك فيرناندو السابع (1813–1833) | 11 يوليو 1824                    |
|                                                                                                   | لويس ماريا دي سالازار وزير الدولة الأول بالإنابة                           | 11 يوليو 1824  | 11 يوليو 1824                     |                                  |
| فرانسيسكو سيا برموديز (المرة الأولى)                                                              | 11 يوليو 1824                                                              | 24 أكتوبر 1825 | الملك فيرناندو السابع (1813–1833) |                                  |
|                                                                                                   | بدرو دي الكانترا الفاريز دي توليدو دوق إنفانتادو                           | 24 أكتوبر 1825 | الملك فيرناندو السابع (1813–1833) | 19 أغسطس 1826                    |
|                                                                                                   | مانويل غونزاليس سالمون وزير الدولة الأول بالإنابة حتى 15 أكتوبر 1830       | 19 أغسطس 1826  | الملك فيرناندو السابع (1813–1833) | 20 يناير 1832                    |
|                                                                                                   | فرانسيسكو تاداو كالومارد وزير الدولة الأول بالإنابة                        | 20 يناير 1832  | الملك فيرناندو السابع (1813–1833) | 22 فبراير 1832                   |
|                                                                                                   | انتونيو دي سافدرا وزير الدولة الأول بالإنابة                               | 22 فبراير 1832 | الملك فيرناندو السابع (1813–1833) | 1 أكتوبر 1832                    |
| خوسيه كافرانجا كوستيلا وزير الدولة الأول بالإنابة                                                 | 1 أكتوبر 1832                                                              | 29 نوفمبر 1832 | الملك فيرناندو السابع (1813–1833) |                                  |
| فرانسيسكو سيا برموديز (المرة الثانية)                                                             | 29 نوفمبر 1832                                                             | 15 يناير 1834  | الملك فيرناندو السابع (1813–1833) |                                  |

### رؤساء الوزراء (رئيس مجلس الوزراء)
الحزب السياسي:
  الوسط
  حزب التقدم
  الاتحاد الليبرالي
  الراديكالي الديمقراطي
| الصورة | الصورة                                                                                          | الاسم                                                           | فترة المنصب    | فترة المنصب                                 | الحزب السياسي               | الحكومة                                                        | الملكية (العهد)                                                           |
| ------ | ----------------------------------------------------------------------------------------------- | --------------------------------------------------------------- | -------------- | ------------------------------------------- | --------------------------- | -------------------------------------------------------------- | ------------------------------------------------------------------------- |
|        |                                                                                                 | فرانسيسكو ديلا روزا                                             | 15 يناير 1834  | 7 يونيو 1835                                | الوسط الملكيين              | فرانسيسكو ديلا روزا                                            | الملكة الأرملة ماريا كريستينا الوصية ل الملكة إيزابيل الثانية (1833–1840) |
|        |                                                                                                 | خوسيه ماريا كويبو ديلانو تورينو                                 | 7 يونيو 1835   | 14 سبتمبر 1835                              | الوسط الملكيين              | تورينو                                                         | الملكة الأرملة ماريا كريستينا الوصية ل الملكة إيزابيل الثانية (1833–1840) |
|        |                                                                                                 | ميغيل ريكاردو دي ألافا (تم رفض إسمه فبقي سفير إسبانيا في لندن.) | 14 سبتمبر 1835 | 25 سبتمبر 1835                              | التقدميين                   | ألافا                                                          | الملكة الأرملة ماريا كريستينا الوصية ل الملكة إيزابيل الثانية (1833–1840) |
|        | خوان الباريث مينديثابال                                                                         | 25 سبتمبر 1835                                                  | 15 مايو 1836   | مينديثابال                                  | التقدميين                   |                                                                | الملكة الأرملة ماريا كريستينا الوصية ل الملكة إيزابيل الثانية (1833–1840) |
|        |                                                                                                 | فرانسيسكو خافير إستوريز (المرة الأولى)                          | 15 مايو 1836   | 14 أغسطس 1836                               | الوسط                       | إستوريز 1                                                      | الملكة الأرملة ماريا كريستينا الوصية ل الملكة إيزابيل الثانية (1833–1840) |
|        |                                                                                                 | خوسيه ماريا كالاترافا                                           | 14 أغسطس 1836  | 18 أغسطس 1837                               | التقدم                      | كالاترافا                                                      | الملكة الأرملة ماريا كريستينا الوصية ل الملكة إيزابيل الثانية (1833–1840) |
|        | بالدوميرو إسبارتيرو، كونت لوشانا (المرة الأولى)                                                 | 18 أغسطس 1837                                                   | 18 أكتوبر 1837 | إسبارتيرو 1                                 | التقدم                      |                                                                | الملكة الأرملة ماريا كريستينا الوصية ل الملكة إيزابيل الثانية (1833–1840) |
|        |                                                                                                 | يوسبيو بارداخي                                                  | 18 أكتوبر 1837 | 16 ديسمبر 1837                              | الوسط                       | بارداخي                                                        | الملكة الأرملة ماريا كريستينا الوصية ل الملكة إيزابيل الثانية (1833–1840) |
|        | Narciso de Heredia y Begines de los Ríos, Count of Ofalia ‏                                      | 16 ديسمبر 1837                                                  | 6 سبتمبر 1838  | هريديا                                      | الوسط                       |                                                                | الملكة الأرملة ماريا كريستينا الوصية ل الملكة إيزابيل الثانية (1833–1840) |
|        | Bernardino Fernández de Velasco, 14th Duke of Frías                                             | 6 سبتمبر 1838                                                   | 9 ديسمبر 1838  | Frías                                       | الوسط                       |                                                                | الملكة الأرملة ماريا كريستينا الوصية ل الملكة إيزابيل الثانية (1833–1840) |
|        | Isidro de Alaix Fábregas Acting Prime Minister                                                  | 9 ديسمبر 1838                                                   | 3 فبراير 1839  | —                                           | الوسط                       |                                                                | الملكة الأرملة ماريا كريستينا الوصية ل الملكة إيزابيل الثانية (1833–1840) |
|        | Evaristo Pérez de Castro y Brito                                                                | (9 ديسمبر 1838) 3 فبراير 1839                                   | 18 يوليو 1840  | Pérez de Castro                             | الوسط                       |                                                                | الملكة الأرملة ماريا كريستينا الوصية ل الملكة إيزابيل الثانية (1833–1840) |
|        |                                                                                                 | أنطونيو غونزاليس (سياسي) (1st time)                             | 20 يوليو 1840  | 12 أغسطس 1840                               | التقدم                      | González I                                                     | الملكة الأرملة ماريا كريستينا الوصية ل الملكة إيزابيل الثانية (1833–1840) |
|        | Valentín Ferraz y Barrau                                                                        | 12 أغسطس 1840                                                   | 28 أغسطس 1840  | Ferraz                                      | التقدم                      |                                                                | الملكة الأرملة ماريا كريستينا الوصية ل الملكة إيزابيل الثانية (1833–1840) |
|        | موديستو كورتاثر ‏ Acting Prime Minister                                                          | 29 أغسطس 1840                                                   | 11 سبتمبر 1840 | —                                           | التقدم                      |                                                                | الملكة الأرملة ماريا كريستينا الوصية ل الملكة إيزابيل الثانية (1833–1840) |
|        | Vicente Sancho y Cobertores                                                                     | 11 سبتمبر 1840                                                  | 16 سبتمبر 1840 | Sancho                                      | التقدم                      |                                                                | الملكة الأرملة ماريا كريستينا الوصية ل الملكة إيزابيل الثانية (1833–1840) |
|        | بالدوميرو إسبارتيرو دوق فيكتوريا (المرة الثانية)                                                | 16 سبتمبر 1840                                                  | 10 مايو 1841   | التقدم                                      | إسبارتيرو 2                 | بالدوميرو إسبارتيرو وصي على الملكة إيزابيل الثانية (1840–1843) |                                                                           |
|        | Joaquín María de Ferrer y Cafranga                                                              | 10 مايو 1841                                                    | 20 مايو 1841   | التقدم                                      | Ferrer                      | بالدوميرو إسبارتيرو وصي على الملكة إيزابيل الثانية (1840–1843) |                                                                           |
|        | أنطونيو غونزاليس (سياسي) (2nd time)                                                             | 20 مايو 1841                                                    | 17 يونيو 1842  | التقدم                                      | González II                 | بالدوميرو إسبارتيرو وصي على الملكة إيزابيل الثانية (1840–1843) |                                                                           |
|        | José Ramón Rodil y Campillo, Marquis of Rodil ‏                                                  | 17 يونيو 1842                                                   | 9 مايو 1843    | التقدم                                      | Rodil                       | بالدوميرو إسبارتيرو وصي على الملكة إيزابيل الثانية (1840–1843) |                                                                           |
|        | خواكين ماريا لوبيز إي لوبيز (المرة الأولى)                                                      | 9 مايو 1843                                                     | 19 مايو 1843   | التقدم                                      | López I                     | بالدوميرو إسبارتيرو وصي على الملكة إيزابيل الثانية (1840–1843) |                                                                           |
|        | ألفارو غوميز بيسيرا                                                                             | 19 مايو 1843                                                    | 23 يوليو 1843  | التقدم                                      | Gómez Becerra               | بالدوميرو إسبارتيرو وصي على الملكة إيزابيل الثانية (1840–1843) |                                                                           |
|        | خواكين ماريا لوبيز إي لوبيز (المرة الثانية)                                                     | 23 يوليو 1843                                                   | 20 نوفمبر 1843 | التقدم                                      | López II                    | الملكة إيزابيل الثانية (1833/1843–1868)                        |                                                                           |
|        | Salustiano de Olózaga y Almandoz                                                                | 20 نوفمبر 1843                                                  | 5 ديسمبر 1843  | التقدم                                      | Olózaga                     | الملكة إيزابيل الثانية (1833/1843–1868)                        |                                                                           |
|        |                                                                                                 | لويس غونزاليس (سياسي) (1st time)                                | 5 ديسمبر 1843  | 3 مايو 1844                                 | الوسط                       | الملكة إيزابيل الثانية (1833/1843–1868)                        | González-Bravo                                                            |
|        |                                                                                                 | رامون ماريا ناربايز دوق فالنسيا (المرة الأولى)                  | 3 مايو 1844    | 12 فبراير 1846                              | الوسط                       | الملكة إيزابيل الثانية (1833/1843–1868)                        | العشرية المعتدلة                                                          |
|        | Manuel de Pando, 6th Marquis of Miraflores (1st time)                                           | 12 فبراير 1846                                                  | 16 مارس 1846   |                                             | الوسط                       | الملكة إيزابيل الثانية (1833/1843–1868)                        | العشرية المعتدلة                                                          |
|        | رامون ماريا ناربايز دوق فالنسيا (المرة الثانية)                                                 | 16 مارس 1846                                                    | 5 أبريل 1846   |                                             | الوسط                       | الملكة إيزابيل الثانية (1833/1843–1868)                        | العشرية المعتدلة                                                          |
|        | Francisco Javier Isturiz y Montero (2nd time)                                                   | 5 أبريل 1846                                                    | 28 يناير 1847  |                                             | الوسط                       | الملكة إيزابيل الثانية (1833/1843–1868)                        | العشرية المعتدلة                                                          |
|        | كارلوس مارتينيز (دبلوماسي) Marquis of Casa Irujo, Duke of Sotoمايوor                            | 28 يناير 1847                                                   | 28 مارس 1847   |                                             | الوسط                       | الملكة إيزابيل الثانية (1833/1843–1868)                        | العشرية المعتدلة                                                          |
|        | خواكين فرنسيسكو باتشيكو إي غوتيريز-كالديرون                                                     | 28 مارس 1847                                                    | 31 أغسطس 1847  |                                             | الوسط                       | الملكة إيزابيل الثانية (1833/1843–1868)                        | العشرية المعتدلة                                                          |
|        | José de Salamanca y مايوol ‏                                                                     | 31 أغسطس 1847                                                   | 12 سبتمبر 1847 |                                             | الوسط                       | الملكة إيزابيل الثانية (1833/1843–1868)                        | العشرية المعتدلة                                                          |
|        | Florencio García Goyena                                                                         | 12 سبتمبر 1847                                                  | 4 أكتوبر 1847  |                                             | الوسط                       | الملكة إيزابيل الثانية (1833/1843–1868)                        | العشرية المعتدلة                                                          |
|        | رامون ماريا ناربايز دوق فالنسيا (المرة الثالثة)                                                 | 4 أكتوبر 1847                                                   | 19 أكتوبر 1849 |                                             | الوسط                       | الملكة إيزابيل الثانية (1833/1843–1868)                        | العشرية المعتدلة                                                          |
|        | Serafín María de Sotto, 3rd Count of Clonard (appointment revoked before he could take office.) | 19 أكتوبر 1849                                                  | 20 أكتوبر 1849 |                                             | الوسط                       | الملكة إيزابيل الثانية (1833/1843–1868)                        | العشرية المعتدلة                                                          |
|        | رامون ماريا ناربايز دوق فالنسيا (المرة الرابعة)                                                 | 20 أكتوبر 1849                                                  | 14 يناير 1851  |                                             | الوسط                       | الملكة إيزابيل الثانية (1833/1843–1868)                        | العشرية المعتدلة                                                          |
|        | خوان برافو موريلو                                                                               | 14 يناير 1851                                                   | 14 ديسمبر 1852 |                                             | الوسط                       | الملكة إيزابيل الثانية (1833/1843–1868)                        | العشرية المعتدلة                                                          |
|        | Federico de Roncali, 1st Count of Alcoy                                                         | 14 ديسمبر 1852                                                  | 14 أبريل 1853  |                                             | الوسط                       | الملكة إيزابيل الثانية (1833/1843–1868)                        | العشرية المعتدلة                                                          |
|        | Francisco de Lersundi y Hormaechea                                                              | 14 أبريل 1853                                                   | 19 سبتمبر 1853 |                                             | الوسط                       | الملكة إيزابيل الثانية (1833/1843–1868)                        | العشرية المعتدلة                                                          |
|        | Luis José Sartorius, 1st Count of San Luis                                                      | 19 سبتمبر 1853                                                  | 17 يوليو 1854  |                                             | الوسط                       | الملكة إيزابيل الثانية (1833/1843–1868)                        | العشرية المعتدلة                                                          |
|        | فرناندو فرنانديز ‏                                                                               | 17 يوليو 1854                                                   | 18 يوليو 1854  |                                             | الوسط                       | الملكة إيزابيل الثانية (1833/1843–1868)                        | العشرية المعتدلة                                                          |
|        | أنخيل دي سابيدرا (دوق ريباس)                                                                    | 18 يوليو 1854                                                   | 19 يوليو 1854  |                                             | الوسط                       | الملكة إيزابيل الثانية (1833/1843–1868)                        | العشرية المعتدلة                                                          |
|        |                                                                                                 | بالديميرو إسبارتيرو دوق فيكتوريا (المرة الثالثة)                | 19 يوليو 1854  | 14 يوليو 1856                               | التقدم                      | الملكة إيزابيل الثانية (1833/1843–1868)                        | سنتا التقدميين                                                            |
|        |                                                                                                 | ليوبولدو أودونيل (المرة الأولى)                                 | 14 يوليو 1856  | 12 أكتوبر 1856                              | الاتحاد الليبرالي           | الملكة إيزابيل الثانية (1833/1843–1868)                        | أودونيل 1                                                                 |
|        |                                                                                                 | ناربايز (المرة الخامسة)                                         | 12 أكتوبر 1856 | 15 أكتوبر 1857                              | المعتدل                     | الملكة إيزابيل الثانية (1833/1843–1868)                        | ناربايز 5                                                                 |
|        | Francisco Armero y Peñaranda, 1st Marquis of Nervión                                            | 15 أكتوبر 1857                                                  | 14 يناير 1858  | Nervión                                     | المعتدل                     | الملكة إيزابيل الثانية (1833/1843–1868)                        |                                                                           |
|        | Francisco Javier Isturiz y Montero (3rd time)                                                   | 14 يناير 1858                                                   | 30 يونيو 1858  | Isturiz III                                 | المعتدل                     | الملكة إيزابيل الثانية (1833/1843–1868)                        |                                                                           |
|        |                                                                                                 | ليوبولدو أودونيل (المرة الثانية)                                | 30 يونيو 1858  | 2 مارس 1863                                 | الاتحاد الليبرالي           | الملكة إيزابيل الثانية (1833/1843–1868)                        | أودونيل 2 أودونيل 3                                                       |
|        |                                                                                                 | Manuel de Pando, 6th Marquis of Miraflores (2nd time)           | 2 مارس 1863    | 17 يناير 1864                               | Moderate                    | الملكة إيزابيل الثانية (1833/1843–1868)                        | Miraflores II                                                             |
|        | Lorenzo Arrazola y García                                                                       | 17 يناير 1864                                                   | 1 مارس 1864    | Arrazola                                    | Moderate                    | الملكة إيزابيل الثانية (1833/1843–1868)                        |                                                                           |
|        | Alejandro Mon y Menéndez                                                                        | 1 مارس 1864                                                     | 16 سبتمبر 1864 | الوسط                                       | مون                         | الملكة إيزابيل الثانية (1833/1843–1868)                        |                                                                           |
|        | ناربايز (المرة السادسة)                                                                         | 16 سبتمبر 1864                                                  | 21 يونيو 1865  | الوسط                                       | ناربايز 6                   | الملكة إيزابيل الثانية (1833/1843–1868)                        |                                                                           |
|        |                                                                                                 | ليوبولدو أودونيل (المرة الثالثة)                                | 21 يونيو 1865  | 10 يوليو 1866                               | الاتحاد الليبرالي           | الملكة إيزابيل الثانية (1833/1843–1868)                        | أودونيل 4                                                                 |
|        |                                                                                                 | ناربايز (المرة السابعة)                                         | 10 يوليو 1866  | 23 أبريل 1868                               | الوسط                       | الملكة إيزابيل الثانية (1833/1843–1868)                        | ناربايز 7                                                                 |
|        | لويس غونزاليس (سياسي) (المرة الثانية)                                                           | 23 أبريل 1868                                                   | 19 سبتمبر 1868 | الوسط                                       | González-Bravo II           | الملكة إيزابيل الثانية (1833/1843–1868)                        |                                                                           |
|        | José Gutiérrez de la Concha, 1st Marquis of Havana                                              | 19 سبتمبر 1868                                                  | 30 سبتمبر 1868 | الوسط                                       | Havana                      | الملكة إيزابيل الثانية (1833/1843–1868)                        |                                                                           |
|        |                                                                                                 | باسكوال مادوث رئيس الوزراء بالإنابة                             | 30 سبتمبر 1868 | 3 أكتوبر 1868                               | التقدم                      | —                                                              | لايوجد بها رئيس الدولة له صفة رسمية                                       |
|        |                                                                                                 | فرانسيسكو سيرانو (المرة الأولى)                                 | 3 أكتوبر 1868  | 18 يونيو 1869                               | الاتحاد الليبرالي           | سيرانو 1                                                       | لايوجد بها رئيس الدولة له صفة رسمية                                       |
|        |                                                                                                 | الجنرال خوان بريم                                               | 18 يونيو 1869  | 27 ديسمبر 1870 (أغتيل: توفي 30 ديسمبر 1870) | Progressist Liberal         | بريم                                                           | الوصي فرانسيسكو سيرانو (1869–1870)                                        |
|        |                                                                                                 | خوان باتيستا توبيتي رئيس وزراء بالإنابة                         | 27 ديسمبر 1870 | 4 يناير 1871                                | الاتحاد الليبرالي           | —                                                              | الملك أماديو الأول (1870–1873)                                            |
|        | فرانسيسكو سيرانو (المرة الثانية)                                                                | 4 يناير 1871                                                    | 24 يوليو 1871  | سيرانو 2                                    | الاتحاد الليبرالي           |                                                                | الملك أماديو الأول (1870–1873)                                            |
|        |                                                                                                 | مانويل رويث ثوريا (المرة الأولى)                                | 24 يوليو 1871  | 5 أكتوبر 1871                               | الحزب الراديكالي الديمقراطي | رويث ثوريا I                                                   | الملك أماديو الأول (1870–1873)                                            |
|        |                                                                                                 | José Malcampo y Monge, 3rd Marquis of San Rafael ‏               | 5 أكتوبر 1871  | 21 ديسمبر 1871                              | Democratic                  | Malcampo                                                       | الملك أماديو الأول (1870–1873)                                            |
|        | براخسيدس ماتيو ساغستا (المرة الأولى)                                                            | 21 ديسمبر 1871                                                  | 26 مايو 1872   | الحزب الدستوري                              | ساغستا I                    |                                                                | الملك أماديو الأول (1870–1873)                                            |
|        |                                                                                                 | خوان باتيستا توبيتي رئيس وزراء بالإنابة                         | 26 مايو 1872   | 4 يونيو 1872                                | الاتحاد الليبرالي           | —                                                              | الملك أماديو الأول (1870–1873)                                            |
|        | فرانسيسكو سيرانو (المرة الثالثة)                                                                | 4 يونيو 1872                                                    | 13 يونيو 1872  | سيرانو 3                                    | الاتحاد الليبرالي           |                                                                | الملك أماديو الأول (1870–1873)                                            |
|        |                                                                                                 | فرناندو فرنانديز ‏ Acting Prime Minister                         | 13 يونيو 1872  | 16 يونيو 1872                               | الحزب الراديكالي الديمقراطي | —                                                              | الملك أماديو الأول (1870–1873)                                            |
|        | مانويل رويث ثوريا (المرة الثانية)                                                               | 16 يونيو 1872                                                   | 12 فبراير 1873 | الحزب الراديكالي الديمقراطي                 | رويث ثوريا II               |                                                                | الملك أماديو الأول (1870–1873)                                            |

## حائزو المنصب
الجمهوري الفيدرالي  جمهورية متحدة  الدستوري
| الجمهورية الإسبانية الأولى (1873–1874) |        |                                                  |                              |                              |                    |                                          |                    |                   |                                                         |
| الصورة                                 | الصورة | الإسم (الولادة–الوفاة)                           | فترة الحكم التفويض الإنتخابي | فترة الحكم التفويض الإنتخابي | أيام (سنوات وأيام) | استلم مناصب وزارية أخرى مع رئاسة الوزارة | الحزب              | الحكومة           | الرئيس (الفترة)                                         |
| رئيس السلطة التنفيذية لجمهورية إسبانيا |        |                                                  |                              |                              |                    |                                          |                    |                   |                                                         |
|                                        |        | صاحب الفخامة استانيسلاو فيجويراس (1819 – 1882)   | 11 فبراير 1873               | 11 يونيو 1873                | 120 أيام           | - وزير الحربية                           | الجمهوري الفيدرالي | فيجويراس (I – IV) | رئيس السلطة التنفيذية للجمهورية الإسبانية (1873 – 1874) |
| 1873 ‏                                  |        | صاحب الفخامة استانيسلاو فيجويراس (1819 – 1882)   |                              |                              | 120 أيام           | - وزير الحربية                           | الجمهوري الفيدرالي | فيجويراس (I – IV) | رئيس السلطة التنفيذية للجمهورية الإسبانية (1873 – 1874) |
|                                        |        | صاحب الفخامة فرانسيس بي مارغال (1824 – 1901)     | 11 يونيو 1873                | 18 يوليو 1873                | 37 أيام            | - وزير الحكم                             | الجمهوري الفيدرالي | بي مارغال         | رئيس السلطة التنفيذية للجمهورية الإسبانية (1873 – 1874) |
|                                        |        | صاحب الفخامة نيكولاس سالميرون (1838 – 1908)      | 18 يوليو 1873                | 7 September 1873             | 51 أيام            |                                          | الجمهوري الفيدرالي | سالميرون          | رئيس السلطة التنفيذية للجمهورية الإسبانية (1873 – 1874) |
|                                        |        | صاحب الفخامة إيميليو كاستيلار (1832 – 1899)      | 7 سبتمبر 1873                | 3 يناير 1874                 | 118 أيام           |                                          | جمهورية متحدة      | كاستيلار          | رئيس السلطة التنفيذية للجمهورية الإسبانية (1873 – 1874) |
|                                        |        | صاحب الفخامة فرانسيسكو سيرانو (1810 – 1885)      | 3 يناير 1874                 | 26 فبراير 1874               | 54 أيام            |                                          | الدستوري المحافظ   | سيرانو V          | رئيس السلطة التنفيذية للجمهورية الإسبانية (1873 – 1874) |
| رئيس مجلس الوزراء                      |        |                                                  |                              |                              |                    |                                          |                    |                   |                                                         |
|                                        |        | صاحب الفخامة خوان دي زافالا (1804 – 1879)        | 26 فبراير 1874               | 29 يونيو 1874                | 123 أيام           | - وزير الحربية                           | الدستوري المحافظ   | زافالا (I & II)   | فرانسيسكو سيرانو (1874)                                 |
|                                        |        | صاحب الفخامة براخسيدس ماتيو ساغستا (1825 – 1903) | 29 يونيو 1874                | 31 ديسمبر 1874               | 185 أيام           | - وزير الحكم                             | الدستوري التقدمي   | ساغستا (III & IV) | فرانسيسكو سيرانو (1874)                                 |

### مملكة إسبانيا (عودة البوربون؛ 1874–1931)
الحزب السياسي:  المحافظين  التكتل الليبرالي/الليبرالي  Dynastic Left  Conservative Union ‏  Liberal Democrats ‏  Maurist  العسكر  الاتحاد الوطني  الملكيين
| الصورة            | الصورة        | الإسم (الولادة – الوفاة)                               | فترة الحكم التفويض الإنتخابي     | فترة الحكم التفويض الإنتخابي | أيام، (سنوات وأيام) | مناصب وزارية أخرى مع رئاسة الوزارة  | الحزب                                                       | الحكومة             | العاهل (فترة الحكم)                                      |
| ----------------- | ------------- | ------------------------------------------------------ | -------------------------------- | ---------------------------- | ------------------- | ----------------------------------- | ----------------------------------------------------------- | ------------------- | -------------------------------------------------------- |
| رئيس مجلس الوزراء |               |                                                        |                                  |                              |                     |                                     |                                                             |                     |                                                          |
|                   |               | صاحب الفخامة كانوباس ديل كاستيو (1828 – 1897)          | 31 ديسمبر 1874                   | 12 سبتمبر 1875               | 255 أيام            | - رئيس وزارة الوصاية - وزير البحرية | المحافظين                                                   | كانوباس I           | ألفونسو الثاني عشر (1874 – 1885)                         |
|                   |               | صاحب الفخامة خواكين خوفيلار (1819 – 1892)              | 12 سبتمبر 1875                   | 2 ديسمبر 1875                | 81 أيام             | - وزير الحرب                        | المحافظين                                                   | خوفيلار             | ألفونسو الثاني عشر (1874 – 1885)                         |
|                   |               | صاحب الفخامة كانوباس ديل كاستيو (1828 – 1897)          | 2 ديسمبر 1875                    | 7 مارس 1879                  | 3 سنوات و94 أيام    |                                     | المحافظين                                                   | كانوباس II          | ألفونسو الثاني عشر (1874 – 1885)                         |
| 1876              |               | صاحب الفخامة كانوباس ديل كاستيو (1828 – 1897)          |                                  |                              | 3 سنوات و94 أيام    |                                     | المحافظين                                                   | كانوباس II          | ألفونسو الثاني عشر (1874 – 1885)                         |
|                   |               | صاحب الفخامة مارتينيث كامبوس (1831 – 1900)             | 7 مارس 1879                      | 9 ديسمبر 1879                | 277 أيام            | - وزير الحرب                        | المحافظين                                                   | كامبوس              | ألفونسو الثاني عشر (1874 – 1885)                         |
| 1879              |               | صاحب الفخامة مارتينيث كامبوس (1831 – 1900)             |                                  |                              | 277 أيام            | - وزير الحرب                        | المحافظين                                                   | كامبوس              | ألفونسو الثاني عشر (1874 – 1885)                         |
|                   |               | صاحب الفخامة كانوباس ديل كاستيو (1828 – 1897)          | 9 ديسمبر 1879                    | 8 فبراير 1881                | 1 سنة و61 أيام      | - وزير الدولة                       | المحافظين                                                   | كانوباس III         | ألفونسو الثاني عشر (1874 – 1885)                         |
|                   |               | صاحب الفخامة براخسيدس ماتيو ساغستا (1825 – 1903)       | 8 فبراير 1881                    | 13 أكتوبر 1883               | 2 سنوات و247 أيام   |                                     | التكتل الليبرالي                                            | ساغستا V            | ألفونسو الثاني عشر (1874 – 1885)                         |
| 1881              |               | صاحب الفخامة براخسيدس ماتيو ساغستا (1825 – 1903)       |                                  |                              | 2 سنوات و247 أيام   |                                     | التكتل الليبرالي                                            | ساغستا V            | ألفونسو الثاني عشر (1874 – 1885)                         |
|                   |               | صاحب الفخامة خوسيه بوسادا هيريرا (1814 – 1885)         | 13 أكتوبر 1883                   | 18 يناير 1884                | 97 أيام             |                                     | ملكي يسار                                                   | هيريرا              | ألفونسو الثاني عشر (1874 – 1885)                         |
|                   |               | صاحب الفخامة كانوباس ديل كاستيو (1828 – 1897)          | 18 يناير 1884                    | 27 نوفمبر 1885               | 1 سنة و313 أيام     |                                     | المحافظين                                                   | كانوباس IV          | ألفونسو الثاني عشر (1874 – 1885)                         |
| 1884              |               | صاحب الفخامة كانوباس ديل كاستيو (1828 – 1897)          |                                  |                              | 1 سنة و313 أيام     |                                     | المحافظين                                                   | كانوباس IV          | ألفونسو الثاني عشر (1874 – 1885)                         |
|                   |               | صاحب الفخامة براخسيدس ماتيو ساغستا (1825 – 1903)       | 27 نوفمبر 1885                   | 5 يوليو 1890                 | 4 سنوات و220 أيام   |                                     | الليبرالي                                                   | ساغستا (VI – IX)    | ماريا كريستينا (1886 – 1902) الوصية ل ألفونسو الثالث عشر |
| 1886              |               | صاحب الفخامة براخسيدس ماتيو ساغستا (1825 – 1903)       |                                  |                              | 4 سنوات و220 أيام   |                                     | الليبرالي                                                   | ساغستا (VI – IX)    | ماريا كريستينا (1886 – 1902) الوصية ل ألفونسو الثالث عشر |
|                   |               | صاحب الفخامة كانوباس ديل كاستيو (1828 – 1897)          | 5 يوليو 1890                     | 11 ديسمبر 1892               | 2 سنوات و159 أيام   | - وزير البحرية                      | المحافظين                                                   | كانوباس (V & VI)    | ماريا كريستينا (1886 – 1902) الوصية ل ألفونسو الثالث عشر |
| 1891              |               | صاحب الفخامة كانوباس ديل كاستيو (1828 – 1897)          |                                  |                              | 2 سنوات و159 أيام   | - وزير البحرية                      | المحافظين                                                   | كانوباس (V & VI)    | ماريا كريستينا (1886 – 1902) الوصية ل ألفونسو الثالث عشر |
|                   |               | صاحب الفخامة براخسيدس ماتيو ساغستا (1825 – 1903)       | 11 ديسمبر 1892                   | 23 مارس 1895                 | 2 سنوات و102 أيام   |                                     | الليبرالي                                                   | ساغستا (X – XII)    | ماريا كريستينا (1886 – 1902) الوصية ل ألفونسو الثالث عشر |
| 1893              |               | صاحب الفخامة براخسيدس ماتيو ساغستا (1825 – 1903)       |                                  |                              | 2 سنوات و102 أيام   |                                     | الليبرالي                                                   | ساغستا (X – XII)    | ماريا كريستينا (1886 – 1902) الوصية ل ألفونسو الثالث عشر |
|                   |               | صاحب الفخامة كانوباس ديل كاستيو (1828 – 1897)          | 23 مارس 1895                     | 8 أغسطس 1897†                | 2 سنوات و138 أيام   |                                     | المحافظين                                                   | كانوباس VII         | ماريا كريستينا (1886 – 1902) الوصية ل ألفونسو الثالث عشر |
| 1896              |               | صاحب الفخامة كانوباس ديل كاستيو (1828 – 1897)          |                                  |                              | 2 سنوات و138 أيام   |                                     | المحافظين                                                   | كانوباس VII         | ماريا كريستينا (1886 – 1902) الوصية ل ألفونسو الثالث عشر |
|                   |               | صاحب الفخامة مارسيلو أثكاراجا (1832 – 1915)            | 8 أغسطس 1897                     | 21 أغسطس 1897                | 57 أيام             | - وزير الحرب                        | المحافظين                                                   | كانوباس VII         | ماريا كريستينا (1886 – 1902) الوصية ل ألفونسو الثالث عشر |
| 21 أغسطس 1897     | 4 أكتوبر 1897 | صاحب الفخامة مارسيلو أثكاراجا (1832 – 1915)            | أثكاراجا I                       |                              | 57 أيام             | - وزير الحرب                        | المحافظين                                                   |                     | ماريا كريستينا (1886 – 1902) الوصية ل ألفونسو الثالث عشر |
|                   |               | صاحب الفخامة براخسيدس ماتيو ساغستا (1825 – 1903)       | 4 أكتوبر 1897                    | 4 مارس 1899                  | 1 سنة و151 أيام     | - وزير التنمية                      | الليبرالي                                                   | ساغستا (XIII & XIV) | ماريا كريستينا (1886 – 1902) الوصية ل ألفونسو الثالث عشر |
| 1898              |               | صاحب الفخامة براخسيدس ماتيو ساغستا (1825 – 1903)       |                                  |                              | 1 سنة و151 أيام     | - وزير التنمية                      | الليبرالي                                                   | ساغستا (XIII & XIV) | ماريا كريستينا (1886 – 1902) الوصية ل ألفونسو الثالث عشر |
|                   |               | صاحب الفخامة فرانسيسكو سيلفيلا (1843 – 1905)           | 4 مارس 1899                      | 23 أكتوبر 1900               | 1 سنة و233 أيام     | - وزير الدولة - - وزير الحرب        | اتحاد المحافظين                                             | سيلفيلا (I & II)    | ماريا كريستينا (1886 – 1902) الوصية ل ألفونسو الثالث عشر |
| 1899              |               | صاحب الفخامة فرانسيسكو سيلفيلا (1843 – 1905)           |                                  |                              | 1 سنة و233 أيام     | - وزير الدولة - - وزير الحرب        | اتحاد المحافظين                                             | سيلفيلا (I & II)    | ماريا كريستينا (1886 – 1902) الوصية ل ألفونسو الثالث عشر |
|                   |               | صاحب الفخامة مارسيلو أثكاراجا (1832 – 1915)            | 23 أكتوبر 1900                   | 6 مارس 1901                  | 134 أيام            | - وزير الحرب                        | المحافظين                                                   | أثكاراجا II         | ماريا كريستينا (1886 – 1902) الوصية ل ألفونسو الثالث عشر |
|                   |               | صاحب الفخامة براخسيدس ماتيو ساغستا (1825 – 1903)       | 6 مارس 1901                      | 6 ديسمبر 1902                | 1 سنة و275 أيام     |                                     | الليبرالي                                                   | ساغستا (XV – XVIII) | ماريا كريستينا (1886 – 1902) الوصية ل ألفونسو الثالث عشر |
| 1901              | 1901          | صاحب الفخامة براخسيدس ماتيو ساغستا (1825 – 1903)       | ألفونسو الثالث عشر (1902 – 1931) |                              | 1 سنة و275 أيام     |                                     | الليبرالي                                                   | ساغستا (XV – XVIII) |                                                          |
|                   |               | صاحب الفخامة فرانسيسكو سيلفيلا (1843 – 1905)           | ألفونسو الثالث عشر (1902 – 1931) | 6 ديسمبر 1902                | 20 يوليو 1903       | 226 أيام                            |                                                             | المحافظين           | سيلفيلا III                                              |
| 1903              |               | صاحب الفخامة فرانسيسكو سيلفيلا (1843 – 1905)           | ألفونسو الثالث عشر (1902 – 1931) |                              |                     | 226 أيام                            |                                                             | المحافظين           | سيلفيلا III                                              |
|                   |               | صاحب الفخامة رايموندو فرنانديز فيلافيردي (1848 – 1905) | ألفونسو الثالث عشر (1902 – 1931) | 20 يوليو 1903                | 5 ديسمبر 1903       | 138 أيام                            |                                                             | المحافظين           | فيلافيردي I                                              |
|                   |               | صاحب الفخامة أنطونيو مورا (1853 – 1925)                | ألفونسو الثالث عشر (1902 – 1931) | 5 ديسمبر 1903                | 16 ديسمبر 1904      | 1 سنة و11 أيام                      |                                                             | المحافظين           | مورا I                                                   |
|                   |               | صاحب الفخامة مارسيلو أثكاراجا (1832 – 1915)            | ألفونسو الثالث عشر (1902 – 1931) | 16 ديسمبر 1904               | 27 يناير 1905       | 42 أيام                             | - وزير الحرب                                                | المحافظين           | أثكاراجا III                                             |
|                   |               | صاحب الفخامة رايموندو فرنانديز فيلافيردي (1848 – 1905) | ألفونسو الثالث عشر (1902 – 1931) | 27 يناير 1905                | 23 يونيو 1905       | 147 أيام                            |                                                             | المحافظين           | فيلافيردي II                                             |
|                   |               | صاحب الفخامة إيوجينو مونتيرو ريوس (1832 – 1914)        | ألفونسو الثالث عشر (1902 – 1931) | 23 يونيو 1905                | 1 ديسمبر 1905       | 161 أيام                            |                                                             | الليبرالي           | ريوس (I & II)                                            |
| 1905              |               | صاحب الفخامة إيوجينو مونتيرو ريوس (1832 – 1914)        | ألفونسو الثالث عشر (1902 – 1931) |                              |                     | 161 أيام                            |                                                             | الليبرالي           | ريوس (I & II)                                            |
|                   |               | صاحب الفخامة سيجسموندو موريت (1833 – 1913)             | ألفونسو الثالث عشر (1902 – 1931) | 1 ديسمبر 1905                | 6 يوليو 1906        | 217 أيام                            |                                                             | الليبرالي           | موريت I                                                  |
|                   |               | صاحب الفخامة خوسيه لوبيز دومنيجوز (1829 – 1911)        | ألفونسو الثالث عشر (1902 – 1931) | 6 يوليو 1906                 | 30 نوفمبر 1906      | 147 أيام                            | - وزير الحرب                                                | الليبرالي           | لوبيز دومنيجوز                                           |
|                   |               | صاحب الفخامة سيجسموندو موريت (1833 – 1913)             | ألفونسو الثالث عشر (1902 – 1931) | 30 نوفمبر 1906               | 4 ديسمبر 1906       | 4 أيام                              |                                                             | الليبرالي           | موريت II                                                 |
|                   |               | صاحب الفخامة أنتونيو أجيلار وكوريا (1824 – 1908)       | ألفونسو الثالث عشر (1902 – 1931) | 4 ديسمبر 1906                | 25 يناير 1907       | 52 أيام                             |                                                             | الليبرالي           | أجيلار وكوريا                                            |
|                   |               | صاحب الفخامة أنطونيو مورا (1853 – 1925)                | ألفونسو الثالث عشر (1902 – 1931) | 25 يناير 1907                | 21 اكتوبر 1909      | 2 سنوات و269 أيام                   |                                                             | المحافظين           | مورا I (طويل)                                            |
| 1907              |               | صاحب الفخامة أنطونيو مورا (1853 – 1925)                | ألفونسو الثالث عشر (1902 – 1931) |                              |                     | 2 سنوات و269 أيام                   |                                                             | المحافظين           | مورا I (طويل)                                            |
|                   |               | صاحب الفخامة سيجسموندو موريت (1833 – 1913)             | ألفونسو الثالث عشر (1902 – 1931) | 21 اكتوبر 1909               | 9 فبراير 1910       | 111 أيام                            | - وزير الحكم                                                | الليبرالي           | موريت III                                                |
|                   |               | صاحب الفخامة خوسيه كناليخاس (1854 – 1912)              | ألفونسو الثالث عشر (1902 – 1931) | 9 فبراير 1910                | 12 نوفمبر 1912†     | 2 سنوات و277 أيام                   | - وزير العدل والتسامح                                       | الليبرالي           | كناليخاس (I-II-III)                                      |
| 1910              |               | صاحب الفخامة خوسيه كناليخاس (1854 – 1912)              | ألفونسو الثالث عشر (1902 – 1931) |                              |                     | 2 سنوات و277 أيام                   |                                                             | الليبرالي           | كناليخاس (I-II-III)                                      |
|                   |               | صاحب الفخامة مانويل غارسيا برييتو‡ (1859 – 1938)       | ألفونسو الثالث عشر (1902 – 1931) | 12 نوفمبر 1912               | 14 نوفمبر 1912      | 2 أيام                              | - وزير الدولة                                               | الليبرالي           | كناليخاس (I-II-III)                                      |
|                   |               | صاحب الفخامة ألفارو دي فيجويرا وتورس (1863 – 1950)     | ألفونسو الثالث عشر (1902 – 1931) | 14 نوفمبر 1912               | 27 اكتوبر 1913      | 347 أيام                            | - وزير العدل والتسامح                                       | الليبرالي           | فيجويرا (I & II)                                         |
|                   |               | صاحب الفخامة ادواردو داتو (1856 – 1921)                | ألفونسو الثالث عشر (1902 – 1931) | 27 اكتوبر 1913               | 9 ديسمبر 1915       | 2 سنوات و43 أيام                    | - وزير العدل والتسامح                                       | المحافظين           | داتو I                                                   |
| 1914              |               | صاحب الفخامة ادواردو داتو (1856 – 1921)                | ألفونسو الثالث عشر (1902 – 1931) |                              |                     | 2 سنوات و43 أيام                    |                                                             | المحافظين           | داتو I                                                   |
|                   |               | صاحب الفخامة ألفارو دي فيجويرا وتورس (1863 – 1950)     | ألفونسو الثالث عشر (1902 – 1931) | 9 ديسمبر 1915                | 19 ابريل 1917       | 1 سنة و131 أيام                     | - وزير الدولة                                               | الليبرالي           | فيجويرا III (ليبرالي – Li.D.)                            |
| 1916              |               | صاحب الفخامة ألفارو دي فيجويرا وتورس (1863 – 1950)     | ألفونسو الثالث عشر (1902 – 1931) |                              |                     | 1 سنة و131 أيام                     |                                                             | الليبرالي           | فيجويرا III (ليبرالي – Li.D.)                            |
|                   |               | صاحب الفخامة مانويل غارسيا برييتو (1859 – 1938)        | ألفونسو الثالث عشر (1902 – 1931) | 19 ابريل 1917                | 11 يونيو 1917       | 53 أيام                             |                                                             | Liberal Democrats   | غارسيا برييتو I                                          |
|                   |               | صاحب الفخامة ادواردو داتو (1856 – 1921)                | ألفونسو الثالث عشر (1902 – 1931) | 11 يونيو 1917                | 3 نوفمبر 1917       | 145 أيام                            |                                                             | المحافظين           | داتو II                                                  |
|                   |               | صاحب الفخامة مانويل غارسيا برييتو (1859 – 1938)        | ألفونسو الثالث عشر (1902 – 1931) | 3 نوفمبر 1917                | 22 مارس 1918        | 139 أيام                            | - وزير الدولة                                               | Liberal Democrats   | غارسيا برييتو II (Li.D. – الليبرالي – Ma. – Ci.)         |
|                   |               | صاحب الفخامة أنطونيو مورا (1853 – 1925)                | ألفونسو الثالث عشر (1902 – 1931) | 22 مارس 1918                 | 9 نوفمبر 1918       | 232 أيام                            | - وزير العدل والتسامح                                       | Maurist             | مورا III (ليبرالي – محافظين)                             |
| 1918§             |               | صاحب الفخامة أنطونيو مورا (1853 – 1925)                | ألفونسو الثالث عشر (1902 – 1931) |                              |                     | 232 أيام                            |                                                             | Maurist             | مورا III (ليبرالي – محافظين)                             |
|                   |               | صاحب الفخامة مانويل غارسيا برييتو (1859 – 1938)        | ألفونسو الثالث عشر (1902 – 1931) | 9 نوفمبر 1918                | 5 ديسمبر 1918       | 26 أيام                             | - وزير التنمية                                              | Liberal Democrats   | غارسيا برييتو III (Li.D. – الليبرالي – IL)               |
|                   |               | صاحب الفخامة ألفارو دي فيجويرا وتورس (1863 – 1950)     | ألفونسو الثالث عشر (1902 – 1931) | 5 ديسمبر 1918                | 15 ابريل 1919       | 131 أيام                            | - وزير الدولة                                               | الليبرالي           | فيجويرا IV                                               |
|                   |               | صاحب الفخامة أنطونيو مورا (1853 – 1925)                | ألفونسو الثالث عشر (1902 – 1931) | 15 ابريل 1919                | 20 يوليو 1919       | 96 أيام                             |                                                             | Maurist             | مورا IV (Ma. – Ci. – الليبرالي)                          |
|                   |               | صاحب الفخامة خواكين سانشيز دي توكا (1852 – 1942)       | ألفونسو الثالث عشر (1902 – 1931) | 20 يوليو 1919                | 12 ديسمبر 1919      | 145 أيام                            |                                                             | المحافظين           | دي توكا                                                  |
| 1919§             |               | صاحب الفخامة خواكين سانشيز دي توكا (1852 – 1942)       | ألفونسو الثالث عشر (1902 – 1931) |                              |                     | 145 أيام                            |                                                             | المحافظين           | دي توكا                                                  |
|                   |               | صاحب الفخامة مانويل أليندي سالازار (1856 – 1923)       | ألفونسو الثالث عشر (1902 – 1931) | 12 ديسمبر 1919               | 5 مايو 1920         | 145 أيام                            | - وزير الحرب - وزير التنمية - وزير البحرية                  | المحافظين           | سالازار I (محافظين – Li.D. – ليبرالي – IL)               |
|                   |               | صاحب الفخامة ادواردو داتو (1856 – 1921)                | ألفونسو الثالث عشر (1902 – 1931) | 5 مايو 1920                  | 8 مارس 1921†        | 307 أيام                            | - وزير البحرية                                              | المحافظين           | داتو III                                                 |
| 1920§             |               | صاحب الفخامة ادواردو داتو (1856 – 1921)                | ألفونسو الثالث عشر (1902 – 1931) |                              |                     | 307 أيام                            | - وزير البحرية                                              | المحافظين           | داتو III                                                 |
|                   |               | صاحب الفخامة غابينو بوغالال‡ (1861 – 1932)             | ألفونسو الثالث عشر (1902 – 1931) | 8 مارس 1921                  | 13 مارس 1921        | 5 أيام                              | - وزير الحكم                                                | المحافظين           | داتو III                                                 |
|                   |               | صاحب الفخامة مانويل أليندي سالازار (1856 – 1923)       | ألفونسو الثالث عشر (1902 – 1931) | 13 مارس 1921                 | 14 اغسطس 1921       | 154 أيام                            |                                                             | المحافظين           | سالازار II                                               |
|                   |               | صاحب الفخامة أنطونيو مورا (1853 – 1925)                | ألفونسو الثالث عشر (1902 – 1931) | 14 اغسطس 1921                | 8 مارس 1922         | 206 أيام                            |                                                             | Maurist             | Maura V (Ma. – محافظين – ليبرالي – Ci.)                  |
|                   |               | صاحب الفخامة خوسيه سانشيز غيرا (1859 – 1935)           | ألفونسو الثالث عشر (1902 – 1931) | 8 مارس 1922                  | 7 ديسمبر 1922       | 274 أيام                            | - وزير الحرب                                                | المحافظين           | سانشيز-جويرا (محافظين – Ma.)                             |
|                   |               | صاحب الفخامة مانويل غارسيا برييتو (1859 – 1938)        | ألفونسو الثالث عشر (1902 – 1931) | 7 ديسمبر 1922                | 15 سبتمبر 1923      | 282 أيام                            |                                                             | Liberal Democrats   | غارسيا برييتو IV (Li.D. – ليبرالي – IL)                  |
| 1923              |               | صاحب الفخامة مانويل غارسيا برييتو (1859 – 1938)        | ألفونسو الثالث عشر (1902 – 1931) |                              |                     | 282 أيام                            |                                                             | Liberal Democrats   | غارسيا برييتو IV (Li.D. – ليبرالي – IL)                  |
|                   |               | صاحب الفخامة ميغيل بريمو دي ريفيرا (1870 – 1930)       | ألفونسو الثالث عشر (1902 – 1931) | 15 سبتمبر 1923               | 3 ديسمبر 1925       | 6 سنوات و137 أيام                   | - رئيس الهيئة العسكرية - وزير الدولة - وزير الشؤون الخارجية | العسكر              | إدارة عسكرية                                             |
|                   | 3 ديسمبر 1925 | صاحب الفخامة ميغيل بريمو دي ريفيرا (1870 – 1930)       | ألفونسو الثالث عشر (1902 – 1931) | 30 يناير 1930                | الاتحاد الوطني      | 6 سنوات و137 أيام                   | - رئيس الهيئة العسكرية - وزير الدولة - وزير الشؤون الخارجية | إدارة مدنية         |                                                          |
|                   |               | صاحب الفخامة داماسو بيرينجوار (1873 – 1953)            | ألفونسو الثالث عشر (1902 – 1931) | 30 يناير 1930                | 18 فبراير 1931      | 1 سنة و19 أيام                      | - وزير الجيش                                                | عسكري               | بيرينجوار                                                |
|                   |               | صاحب الفخامة خوان باتيستا أثنار (1860 – 1933)          | ألفونسو الثالث عشر (1902 – 1931) | 18 فبراير 1931               | 14 ابريل 1931       | 55 أيام                             |                                                             | ملكيين              | أثنار                                                    |
|                   |               |                                                        |                                  |                              |                     |                                     |                                                             |                     |                                                          |

### الجمهورية الإسبانية(1931 - 1939)
| الصورة           | الصورة                             | الإسم (الولادة – الوفاة)                                            | فترة الحكم التفويض الإنتخابي    | فترة الحكم التفويض الإنتخابي | (سنوات وأيام)                 | الحزب             | الحكومة                           | الرئيس (الفترة)              | Ref.          |
| ---------------- | ---------------------------------- | ------------------------------------------------------------------- | ------------------------------- | ---------------------------- | ----------------------------- | ----------------- | --------------------------------- | ---------------------------- | ------------- |
|                  |                                    | نيسيتو ألكالا زامورا رئيس الحكومة المؤقتة (1877 – 1949)             | 14 أبريل 1931 — 14 أكتوبر 1931  | 183 أيام                     | اليمين الجمهوري الليبرالي     | المؤقتة           | البرلمان معلق                     | رئيس الحكومة المؤقتة ‏ (1931) | [ 1 ]         |
| I (1931)         |                                    | نيسيتو ألكالا زامورا رئيس الحكومة المؤقتة (1877 – 1949)             | 14 أبريل 1931 — 14 أكتوبر 1931  | 183 أيام                     | اليمين الجمهوري الليبرالي     | المؤقتة           |                                   | رئيس الحكومة المؤقتة ‏ (1931) | [ 1 ]         |
|                  |                                    | مانويل أثانيا رئيس الحكومة المؤقتة; رئيس مجلس الوزراء (1880 – 1940) | 14 أكتوبر 1931 — 12 سبتمبر 1933 | 1 سنة و333 أيام              | العمل الجمهوري                | أثانيا I          | نيكيتو ألكالا زامور (1931 – 1936) | [ 1 ] [ 2 ]                  |               |
| أثانيا II        |                                    | مانويل أثانيا رئيس الحكومة المؤقتة; رئيس مجلس الوزراء (1880 – 1940) | 14 أكتوبر 1931 — 12 سبتمبر 1933 | 1 سنة و333 أيام              | العمل الجمهوري                |                   | نيكيتو ألكالا زامور (1931 – 1936) | [ 1 ] [ 2 ]                  |               |
| أثانيا III       |                                    | مانويل أثانيا رئيس الحكومة المؤقتة; رئيس مجلس الوزراء (1880 – 1940) | 14 أكتوبر 1931 — 12 سبتمبر 1933 | 1 سنة و333 أيام              | العمل الجمهوري                |                   | نيكيتو ألكالا زامور (1931 – 1936) | [ 1 ] [ 2 ]                  |               |
|                  |                                    | أليخاندرو ليروكس رئيس مجلس الوزراء (1864 – 1949)                    | 12 سبتمبر 1933 — 8 أكتوبر 1933  | 26 أيام                      | الحزب الجمهوري الراديكالي     | ليروكس I          | نيكيتو ألكالا زامور (1931 – 1936) | [ 3 ] [ 4 ]                  |               |
|                  |                                    | دييغو مارتينيز باريو رئيس مجلس الوزراء (1883 – 1962)                | 8 أكتوبر 1933 — 16 ديسمبر 1933  | 69 أيام                      | الحزب الجمهوري الراديكالي     | مارتينيز باريو I  | نيكيتو ألكالا زامور (1931 – 1936) | [ 5 ] [ 6 ]                  |               |
|                  |                                    | أليخاندرو ليروكس رئيس مجلس الوزراء (1864 – 1949)                    | 16 ديسمبر 1933 — 28 أبريل 1934  | 133 أيام                     | الحزب الجمهوري الراديكالي     | ليروكس II         | نيكيتو ألكالا زامور (1931 – 1936) | II (1933)                    | [ 7 ] [ 8 ]   |
| ليروكس III       |                                    | أليخاندرو ليروكس رئيس مجلس الوزراء (1864 – 1949)                    | 16 ديسمبر 1933 — 28 أبريل 1934  | 133 أيام                     | الحزب الجمهوري الراديكالي     |                   | نيكيتو ألكالا زامور (1931 – 1936) | II (1933)                    | [ 7 ] [ 8 ]   |
|                  |                                    | ريكاردو سامبر رئيس مجلس الوزراء (1881 – 1938)                       | 28 أبريل 1934 — 4 أكتوبر 1934   | 159 أيام                     | الحزب الجمهوري الراديكالي     | سامبر             | نيكيتو ألكالا زامور (1931 – 1936) | II (1933)                    | [ 9 ] [ 10 ]  |
|                  |                                    | أليخاندرو ليروكس رئيس مجلس الوزراء (1864 – 1949)                    | 4 أكتوبر 1934 — 25 سبتمبر 1935  | 356 أيام                     | الحزب الجمهوري الراديكالي     | ليروكس IV         | نيكيتو ألكالا زامور (1931 – 1936) | II (1933)                    | [ 11 ] [ 12 ] |
| ليروكس V         |                                    | أليخاندرو ليروكس رئيس مجلس الوزراء (1864 – 1949)                    | 4 أكتوبر 1934 — 25 سبتمبر 1935  | 356 أيام                     | الحزب الجمهوري الراديكالي     |                   | نيكيتو ألكالا زامور (1931 – 1936) | II (1933)                    | [ 11 ] [ 12 ] |
| ليروكس VI        |                                    | أليخاندرو ليروكس رئيس مجلس الوزراء (1864 – 1949)                    | 4 أكتوبر 1934 — 25 سبتمبر 1935  | 356 أيام                     | الحزب الجمهوري الراديكالي     |                   | نيكيتو ألكالا زامور (1931 – 1936) | II (1933)                    | [ 11 ] [ 12 ] |
|                  |                                    | خواكين شابابريتا رئيس مجلس الوزراء (1871 – 1951)                    | 25 سبتمبر 1935 — 14 ديسمبر 1935 | 80 أيام                      | مستقل                         | شابابريتا I       | نيكيتو ألكالا زامور (1931 – 1936) | II (1933)                    | [ 13 ] [ 14 ] |
| شابابريتا II     |                                    | خواكين شابابريتا رئيس مجلس الوزراء (1871 – 1951)                    | 25 سبتمبر 1935 — 14 ديسمبر 1935 | 80 أيام                      | مستقل                         |                   | نيكيتو ألكالا زامور (1931 – 1936) | II (1933)                    | [ 13 ] [ 14 ] |
|                  |                                    | مانويل بورتيلا فالاداريس رئيس مجلس الوزراء (1867 – 1952)            | 14 ديسمبر 1935 — 19 فبراير 1936 | 67 أيام                      | مستقل                         | Portela I         | نيكيتو ألكالا زامور (1931 – 1936) | II (1933)                    | [ 15 ] [ 16 ] |
| Portela II       |                                    | مانويل بورتيلا فالاداريس رئيس مجلس الوزراء (1867 – 1952)            | 14 ديسمبر 1935 — 19 فبراير 1936 | 67 أيام                      | مستقل                         |                   | نيكيتو ألكالا زامور (1931 – 1936) | II (1933)                    | [ 15 ] [ 16 ] |
|                  |                                    | مانويل أثانيا رئيس مجلس الوزراء (1880 – 1940)                       | 19 فبراير 1936 — 10 مايو 1936   | 81 أيام                      | اليسار الجمهوري               | أثانيا IV         | نيكيتو ألكالا زامور (1931 – 1936) | III (1936)                   | [ 17 ] [ 18 ] |
|                  | ملف:أغسطسo Barcia Trelles 1936.jpg | أغسطسo Barcía Trelles (interim) (1881 – 1961)                       | 10 مايو 1936 — 13 مايو 1936     | 3 أيام                       | اليسار الجمهوري               | حكومة مؤقتة       | مانويل أثانيا (1936 – 1939)       | III (1936)                   | [ 19 ] [ 20 ] |
|                  |                                    | سانتياغو كاساريس كيروغا رئيس مجلس الوزراء (1884 – 1950)             | 13 مايو 1936 — 19 يوليو 1936    | 67 أيام                      | اليسار الجمهوري               | كاساريس كيروغا    | مانويل أثانيا (1936 – 1939)       | III (1936)                   | [ 21 ] [ 22 ] |
|                  |                                    | دييغو مارتينيز باريو رئيس مجلس الوزراء (1883 – 1962)                | 19 يوليو 1936 — 19 يوليو 1936   | 0 أيام                       | اليسار الجمهوري               | مارتينيز باريو II | مانويل أثانيا (1936 – 1939)       | III (1936)                   | [ 23 ] [ 24 ] |
|                  |                                    | خوسيه غيرال رئيس مجلس الوزراء (1879 – 1962)                         | 19 يوليو 1936 — 4 سبتمبر 1936   | 47 أيام                      | اليسار الجمهوري               | غيرال             | مانويل أثانيا (1936 – 1939)       | III (1936)                   | [ 25 ] [ 26 ] |
|                  |                                    | فرانثيسكو لارجو كابييرو رئيس مجلس الوزراء (1869 – 1946)             | 4 سبتمبر 1936 — 17 مايو 1937    | 255 أيام                     | حزب العمال الاشتراكي الإسباني | لارجو كابييرو I   | مانويل أثانيا (1936 – 1939)       | III (1936)                   | [ 27 ] [ 28 ] |
| لارجو كابييرو II |                                    | فرانثيسكو لارجو كابييرو رئيس مجلس الوزراء (1869 – 1946)             | 4 سبتمبر 1936 — 17 مايو 1937    | 255 أيام                     | حزب العمال الاشتراكي الإسباني |                   | مانويل أثانيا (1936 – 1939)       | III (1936)                   | [ 27 ] [ 28 ] |
|                  |                                    | خوان نغرين رئيس مجلس الوزراء (1892 – 1956)                          | 17 مايو 1937 — 31 مارس 1939     | 1 سنة و318 أيام              | حزب العمال الاشتراكي الإسباني | نغرين I           | مانويل أثانيا (1936 – 1939)       | III (1936)                   | [ 29 ]        |
| نغرين II         |                                    | خوان نغرين رئيس مجلس الوزراء (1892 – 1956)                          | 17 مايو 1937 — 31 مارس 1939     | 1 سنة و318 أيام              | حزب العمال الاشتراكي الإسباني |                   | مانويل أثانيا (1936 – 1939)       | III (1936)                   | [ 29 ]        |
|                  |                                    |                                                                     |                                 |                              |                               |                   |                                   |                              |               |

### إسبانيا الفرانكوية(1936–1975)
الأحزاب:
- الحركة الوطنية

| الصورة                                                                       | الاسم (الميلاد–الوفاة)                    | الفترة         | الفترة                     | الفترة              | الحزب                         | الحزب                                             | الحكومة التحالف                | الانتخابات | الحاكم                              | مراجع                       |
| الصورة                                                                       | الاسم (الميلاد–الوفاة)                    | استلم المنصب   | ترك المنصب                 | المدة               | الحزب                         | الحزب                                             | الحكومة التحالف                | الانتخابات | الحاكم                              | مراجع                       |
| ---------------------------------------------------------------------------- | ----------------------------------------- | -------------- | -------------------------- | ------------------- | ----------------------------- | ------------------------------------------------- | ------------------------------ | ---------- | ----------------------------------- | --------------------------- |
|                                                                              | القائد العام فرانثيسكو فرانكو (1892–1975) | 30 يناير 1938  | 9 أغسطس 1939               | 35 سنوات، و129 أيام |                               | الحركة الوطنية (القوات المسلحة الملكية الإسبانية) | Franco I الحركة الوطنية        | N/A        | كوديلو فرانثيسكو فرانكو (1936–1975) | [ 30 ] [ 31 ] [ 32 ] [ 33 ] |
| 9 أغسطس 1939                                                                 | القائد العام فرانثيسكو فرانكو (1892–1975) | 20 يوليو 1945  | Franco II الحركة الوطنية   | 35 سنوات، و129 أيام |                               | الحركة الوطنية (القوات المسلحة الملكية الإسبانية) |                                | N/A        | كوديلو فرانثيسكو فرانكو (1936–1975) | [ 30 ] [ 31 ] [ 32 ] [ 33 ] |
| 20 يوليو 1945                                                                | القائد العام فرانثيسكو فرانكو (1892–1975) | 19 يوليو 1951  | Franco III الحركة الوطنية  | 35 سنوات، و129 أيام |                               | الحركة الوطنية (القوات المسلحة الملكية الإسبانية) |                                | N/A        | كوديلو فرانثيسكو فرانكو (1936–1975) | [ 30 ] [ 31 ] [ 32 ] [ 33 ] |
| 19 يوليو 1951                                                                | القائد العام فرانثيسكو فرانكو (1892–1975) | 25 فبراير 1957 | Franco IV الحركة الوطنية   | 35 سنوات، و129 أيام |                               | الحركة الوطنية (القوات المسلحة الملكية الإسبانية) |                                | N/A        | كوديلو فرانثيسكو فرانكو (1936–1975) | [ 30 ] [ 31 ] [ 32 ] [ 33 ] |
| 25 فبراير 1957                                                               | القائد العام فرانثيسكو فرانكو (1892–1975) | 11 يوليو 1962  | Franco V الحركة الوطنية    | 35 سنوات، و129 أيام |                               | الحركة الوطنية (القوات المسلحة الملكية الإسبانية) |                                | N/A        | كوديلو فرانثيسكو فرانكو (1936–1975) | [ 30 ] [ 31 ] [ 32 ] [ 33 ] |
| 11 يوليو 1962                                                                | القائد العام فرانثيسكو فرانكو (1892–1975) | 8 يوليو 1965   | Franco VI الحركة الوطنية   | 35 سنوات، و129 أيام |                               | الحركة الوطنية (القوات المسلحة الملكية الإسبانية) |                                | N/A        | كوديلو فرانثيسكو فرانكو (1936–1975) | [ 30 ] [ 31 ] [ 32 ] [ 33 ] |
| 8 يوليو 1965                                                                 | القائد العام فرانثيسكو فرانكو (1892–1975) | 30 أكتوبر 1969 | Franco VII الحركة الوطنية  | 35 سنوات، و129 أيام |                               | الحركة الوطنية (القوات المسلحة الملكية الإسبانية) |                                | N/A        | كوديلو فرانثيسكو فرانكو (1936–1975) | [ 30 ] [ 31 ] [ 32 ] [ 33 ] |
| 30 أكتوبر 1969                                                               | القائد العام فرانثيسكو فرانكو (1892–1975) | 9 يونيو 1973   | Franco VIII الحركة الوطنية | 35 سنوات، و129 أيام |                               | الحركة الوطنية (القوات المسلحة الملكية الإسبانية) |                                | N/A        | كوديلو فرانثيسكو فرانكو (1936–1975) | [ 30 ] [ 31 ] [ 32 ] [ 33 ] |
|                                                                              | أدميرال لويس كاريرو بلانكو (1904–1973)    | 9 يونيو 1973   | 20 ديسمبر 1973 (اغتيل)     | 195 أيام            | Carrero Blanco الحركة الوطنية | الحركة الوطنية (القوات المسلحة الملكية الإسبانية) | [ 34 ] [ 35 ]                  | N/A        | كوديلو فرانثيسكو فرانكو (1936–1975) |                             |
| شغل نائب رئيس الوزراء توركواتو فيرنانديث-ميراندا منصب رئيس الوزراء بالوكالة. |                                           |                |                            |                     | Carrero Blanco الحركة الوطنية |                                                   | [ 34 ] [ 35 ]                  | N/A        | كوديلو فرانثيسكو فرانكو (1936–1975) |                             |
|                                                                              | كارلوس آرياس نابارو (1908–1989)           | 31 ديسمبر 1973 | 5 ديسمبر 1975              | 1 سنة، و341 أيام    |                               | الحركة الوطنية (ديمقراطية غير حزبية)              | Arias Navarro I الحركة الوطنية | N/A        | كوديلو فرانثيسكو فرانكو (1936–1975) | [ 36 ] [ 37 ]               |
| Regency Council (1975)                                                       | كارلوس آرياس نابارو (1908–1989)           | 31 ديسمبر 1973 | 5 ديسمبر 1975              | 1 سنة، و341 أيام    |                               | الحركة الوطنية (ديمقراطية غير حزبية)              | Arias Navarro I الحركة الوطنية | N/A        |                                     | [ 36 ] [ 37 ]               |

### مملكة إسبانيا (1975-الآن)
| الصورة                                                              | الاسم (الميلاد–الوفاة)            | الفترة             | الفترة                                                                    | الفترة              | الحزب                  | الحزب                                | الحكومة التحالف                                                           | الانتخابات                                 | الملك                                            | مراجع                              |
| الصورة                                                              | الاسم (الميلاد–الوفاة)            | استلم المنصب       | ترك المنصب                                                                | المدة               | الحزب                  | الحزب                                | الحكومة التحالف                                                           | الانتخابات                                 | الملك                                            | مراجع                              |
| ------------------------------------------------------------------- | --------------------------------- | ------------------ | ------------------------------------------------------------------------- | ------------------- | ---------------------- | ------------------------------------ | ------------------------------------------------------------------------- | ------------------------------------------ | ------------------------------------------------ | ---------------------------------- |
|                                                                     | كارلوس آرياس نابارو (1908–1989)   | 5 ديسمبر 1975      | 1 يوليو 1976                                                              | 209 أيام            |                        | الحركة الوطنية (ديمقراطية غير حزبية) | Arias Navarro II الحركة الوطنية                                           | بدون انتماء                                | الملكية في إسبانيا خوان كارلوس الأول (1975–2014) | [ 37 ] [ 38 ]                      |
| شغل النائب الأول لرئيس الوزراء فرناندو دي سانتياغو المنصب بالوكالة. |                                   |                    |                                                                           |                     |                        |                                      | Arias Navarro II الحركة الوطنية                                           | بدون انتماء                                | الملكية في إسبانيا خوان كارلوس الأول (1975–2014) | [ 37 ] [ 38 ]                      |
|                                                                     | أدولفو سواريث (1932–2014)         | 5 يوليو 1976       | 17 يونيو 1977                                                             | 4 سنوات، و236 أيام  |                        | الحركة الوطنية (UDPE)                | Suárez I الحركة الوطنية                                                   | بدون انتماء                                | الملكية في إسبانيا خوان كارلوس الأول (1975–2014) | [ 41 ] [ 42 ] [ 43 ] [ 44 ] [ 45 ] |
| 17 يونيو 1977                                                       | أدولفو سواريث (1932–2014)         | 2 أبريل 1979       |                                                                           | 4 سنوات، و236 أيام  | اتحاد الوسط الديمقراطي | Suárez II اتحاد الوسط الديمقراطي     | 1977 ‏                                                                     |                                            | الملكية في إسبانيا خوان كارلوس الأول (1975–2014) | [ 41 ] [ 42 ] [ 43 ] [ 44 ] [ 45 ] |
| 2 أبريل 1979                                                        | أدولفو سواريث (1932–2014)         | 26 فبراير 1981     | Suárez III اتحاد الوسط الديمقراطي                                         | 4 سنوات، و236 أيام  | اتحاد الوسط الديمقراطي | 1979 ‏                                |                                                                           |                                            | الملكية في إسبانيا خوان كارلوس الأول (1975–2014) | [ 41 ] [ 42 ] [ 43 ] [ 44 ] [ 45 ] |
|                                                                     | ليوبولدو كالبو صوطيلو (1926–2008) | 26 فبراير 1981     | 2 ديسمبر 1982                                                             | 1 سنة، و279 أيام    | اتحاد الوسط الديمقراطي | 1979 ‏                                | Calvo-Sotelo اتحاد الوسط الديمقراطي                                       | [ 46 ] [ 47 ]                              | الملكية في إسبانيا خوان كارلوس الأول (1975–2014) |                                    |
|                                                                     | فيليبي غونثاليث (مواليد 1942)     | 2 ديسمبر 1982      | 24 يوليو 1986                                                             | 13 سنوات، و155 أيام |                        | الحزب الاشتراكي العمالي الإسباني     | González I الحزب الاشتراكي العمالي الإسباني                               | 1982 ‏                                      | الملكية في إسبانيا خوان كارلوس الأول (1975–2014) | [ 48 ] [ 49 ] [ 50 ] [ 51 ] [ 52 ] |
| 24 يوليو 1986                                                       | فيليبي غونثاليث (مواليد 1942)     | 6 ديسمبر 1989      | González II الحزب الاشتراكي العمالي الإسباني                              | 13 سنوات، و155 أيام | 1986 ‏                  | الحزب الاشتراكي العمالي الإسباني     |                                                                           |                                            | الملكية في إسبانيا خوان كارلوس الأول (1975–2014) | [ 48 ] [ 49 ] [ 50 ] [ 51 ] [ 52 ] |
| 6 ديسمبر 1989                                                       | فيليبي غونثاليث (مواليد 1942)     | 14 يوليو 1993      | حكومة الدورة التشريعية الرابعة لإسبانيا ‏ الحزب الاشتراكي العمالي الإسباني | 13 سنوات، و155 أيام | 1989 ‏                  | الحزب الاشتراكي العمالي الإسباني     |                                                                           |                                            | الملكية في إسبانيا خوان كارلوس الأول (1975–2014) | [ 48 ] [ 49 ] [ 50 ] [ 51 ] [ 52 ] |
| 14 يوليو 1993                                                       | فيليبي غونثاليث (مواليد 1942)     | 5 مايو 1996        | حكومة الدورة التشريعية الخامسة لإسبانيا ‏ الحزب الاشتراكي العمالي الإسباني | 13 سنوات، و155 أيام | 1993 ‏                  | الحزب الاشتراكي العمالي الإسباني     |                                                                           |                                            | الملكية في إسبانيا خوان كارلوس الأول (1975–2014) | [ 48 ] [ 49 ] [ 50 ] [ 51 ] [ 52 ] |
|                                                                     | خوسيه ماريا أثنار (مواليد 1953)   | 5 مايو 1996        | 27 أبريل 2000                                                             | 7 سنوات، و349 أيام  |                        | الحزب الشعبي                         | Aznar I الحزب الشعبي                                                      | 1996 ‏                                      | الملكية في إسبانيا خوان كارلوس الأول (1975–2014) | [ 53 ] [ 54 ] [ 55 ]               |
| 27 أبريل 2000                                                       | خوسيه ماريا أثنار (مواليد 1953)   | 17 أبريل 2004      | Aznar II الحزب الشعبي                                                     | 7 سنوات، و349 أيام  | 2000 ‏                  | الحزب الشعبي                         |                                                                           |                                            | الملكية في إسبانيا خوان كارلوس الأول (1975–2014) | [ 53 ] [ 54 ] [ 55 ]               |
|                                                                     | خوسيه لويس ثباتيرو (مواليد 1960)  | 17 أبريل 2004      | 12 أبريل 2008                                                             | 7 سنوات، و248 أيام  |                        | الحزب الاشتراكي العمالي الإسباني     | حكومة الدورة التشريعية الثامنة لإسبانيا ‏ الحزب الاشتراكي العمالي الإسباني | 2004 ‏                                      | الملكية في إسبانيا خوان كارلوس الأول (1975–2014) | [ 56 ] [ 57 ] [ 58 ]               |
| 12 أبريل 2008                                                       | خوسيه لويس ثباتيرو (مواليد 1960)  | 21 ديسمبر 2011     | حكومة الدورة التشريعية التاسعة لإسبانيا ‏ الحزب الاشتراكي العمالي الإسباني | 7 سنوات، و248 أيام  | 2008 ‏                  | الحزب الاشتراكي العمالي الإسباني     |                                                                           |                                            | الملكية في إسبانيا خوان كارلوس الأول (1975–2014) | [ 56 ] [ 57 ] [ 58 ]               |
|                                                                     | ماريانو راخوي (مواليد 1955)       | 21 ديسمبر 2011     | 31 أكتوبر 2016                                                            | 6 سنوات، و162 أيام  |                        | الحزب الشعبي                         | Rajoy I الحزب الشعبي                                                      | 2011 ‏                                      | الملكية في إسبانيا خوان كارلوس الأول (1975–2014) | [ 59 ] [ 60 ] [ 61 ] [ 62 ]        |
| الملكية في إسبانيا فيليب السادس ملك إسبانيا (2014–الآن)             | ماريانو راخوي (مواليد 1955)       | 21 ديسمبر 2011     | 31 أكتوبر 2016                                                            | 6 سنوات، و162 أيام  |                        | الحزب الشعبي                         | Rajoy I الحزب الشعبي                                                      | 2011 ‏                                      |                                                  | [ 59 ] [ 60 ] [ 61 ] [ 62 ]        |
| 2015 ‏                                                               | ماريانو راخوي (مواليد 1955)       | 21 ديسمبر 2011     | 31 أكتوبر 2016                                                            | 6 سنوات، و162 أيام  |                        | الحزب الشعبي                         | Rajoy I الحزب الشعبي                                                      |                                            |                                                  | [ 59 ] [ 60 ] [ 61 ] [ 62 ]        |
| 31 أكتوبر 2016                                                      | ماريانو راخوي (مواليد 1955)       | 1 يونيو 2018 (عزل) | Rajoy II الحزب الشعبي                                                     | 6 سنوات، و162 أيام  | 2016 ‏                  | الحزب الشعبي                         |                                                                           |                                            |                                                  | [ 59 ] [ 60 ] [ 61 ] [ 62 ]        |
|                                                                     | بيدرو سانشيز (مواليد 1972)        | 2 يونيو 2018       | 8 يناير 2020                                                              | 6 سنوات، و332 أيام  | 2016 ‏                  |                                      | الحزب الاشتراكي العمالي الإسباني                                          | Sánchez I الحزب الاشتراكي العمالي الإسباني | [ 63 ] [ 64 ] [ 65 ]                             |                                    |
| 2019                                                                | بيدرو سانشيز (مواليد 1972)        | 2 يونيو 2018       | 8 يناير 2020                                                              | 6 سنوات، و332 أيام  |                        |                                      | الحزب الاشتراكي العمالي الإسباني                                          | Sánchez I الحزب الاشتراكي العمالي الإسباني | [ 63 ] [ 64 ] [ 65 ]                             |                                    |
| 8 يناير 2020                                                        | بيدرو سانشيز (مواليد 1972)        | 17 نوفمبر 2023     | Sánchez II الحزب الاشتراكي العمالي الإسباني–أونيداس بوديموس/سومار         | 6 سنوات، و332 أيام  | 2019                   |                                      | الحزب الاشتراكي العمالي الإسباني                                          |                                            | [ 63 ] [ 64 ] [ 65 ]                             |                                    |
| 17 نوفمبر 2023                                                      | بيدرو سانشيز (مواليد 1972)        | في المنصب          | Sánchez III الحزب الاشتراكي العمالي الإسباني–سومار                        | 6 سنوات، و332 أيام  | 2023                   |                                      | الحزب الاشتراكي العمالي الإسباني                                          |                                            | [ 63 ] [ 64 ] [ 65 ]                             |                                    |